# Aripeka
Aripeka ist  ein census-designated place (CDP) in den Countys Hernando und Pasco im US-Bundesstaat Florida. Das U.S. Census Bureau hat bei der Volkszählung 2020 eine Einwohnerzahl von 320 ermittelt.

## Geographie
Aripeka liegt am Golf von Mexiko, rund 30 km südwestlich von Brooksville sowie etwa 60 km nördlich von Tampa. Der CDP wird von der County Road 595 durchquert, der nördlich und südlich des Ortes auf den U.S. Highway 19 trifft.

## Geschichte
Der Name des Ortes geht auf einen hier einst lebenden Führer des Indianerstammes der Mikasuki zurück, der Aripeka genannt wurde. 1873 entstand an der Stelle von Aripeka eine erste Siedlung mit dem Namen Gulf Key. 1883 wurde unter diesem Namen eine erste Postfiliale errichtet, die zwischen 1886 und 1892 jedoch zwischenzeitlich Argo hieß. Mit der Gründung des Pasco County am 2. Juni 1887 wurde der Ort in zwei Countys geteilt. 1896 wurde die erste Poststelle mit dem Namen Aripeka eröffnet und die bisherige Filiale wurde ein Jahr später geschlossen. 1921 wurde die bisher im Hernando County gelegene Filiale auf die südliche Seite der Grenze verlegt. 1947 wurde der Ort an das Elektrizitäts- und 1950 an das Telefonnetz angeschlossen. 1962 wurde die bisherige Postfiliale durch einen Neubau ersetzt.
1885 hatte der Ort "etwa 32" Einwohner und 1918 wurden 50 Einwohner gezählt.

## Demographische Daten
Laut der Volkszählung 2010 verteilten sich die damaligen 308 Einwohner auf 337 Haushalte. Die Bevölkerungsdichte lag bei 61,6 Einw./km². 90,6 % der Bevölkerung bezeichneten sich als Weiße, 0,3 % als Afroamerikaner, 0,3 % als Indianer und 1,0 % als Asian Americans. 1,9 % gaben die Angehörigkeit zu einer anderen Ethnie und 5,8 % zu mehreren Ethnien an. 5,2 % der Bevölkerung bestand aus Hispanics oder Latinos.
Im Jahr 2010 lebten in 18,8 % aller Haushalte Kinder unter 18 Jahren sowie 28,9 % aller Haushalte Personen mit mindestens 65 Jahren. 53,7 % der Haushalte waren Familienhaushalte (bestehend aus verheirateten Paaren mit oder ohne Nachkommen bzw. einem Elternteil mit Nachkomme). Die durchschnittliche Größe eines Haushalts lag bei 2,07 Personen und die durchschnittliche Familiengröße bei 2,58 Personen.
17,5 % der Bevölkerung waren jünger als 20 Jahre, 21,4 % waren 20 bis 39 Jahre alt, 29,3 % waren 40 bis 59 Jahre alt und 28,7 % waren mindestens 60 Jahre alt. Das mittlere Alter betrug 46 Jahre. 48,4 % der Bevölkerung waren männlich und 51,6 % weiblich.
Das durchschnittliche Jahreseinkommen lag bei 63.949 $, dabei lebte niemand unter der Armutsgrenze.